# Teleghma
Teleghma (o Telerghma) è un comune dell'Algeria, situato nella provincia di Mila.